# Emporte-moi
Pour plus de détails, voir Fiche technique et Distribution.
Emporte-moi est un film franco-canado-suisse réalisé par Léa Pool en 1999.

## Fiche technique
- Titre : Emporte-moi
- Réalisatrice : Léa Pool
- Scénario : Léa Pool, Nancy Huston & Isabelle Raynauld
- Montage : Michel Arcand
- Format : couleurs
- Durée : 94 minutes
- Pays de production :  France,  Canada &  Suisse
- Budget : 3 200 000 $
- Dates de sortie :
  - Québec : 12 février 1999
  - France : 28 juillet 1999
- Classification :
  - France : tous publics[1]

## Distribution
- Karine Vanasse : Hanna
- Charlotte Christeler : Laura
- Alexandre Mérineau : Paul, frère de Hanna
- Pascale Bussières : mère de Hanna
- Miki Manojlović : père de Hanna
- Nancy Huston : professeur
- Monique Mercure : grand-Mère de Hanna
- Jacques Galipeau : grand-père de Hanna
- Carl Hennebert-Faulkner : Martin
- Neil Kroetsch : prêteur sur gage
- Michel Albert : gardien de sécurité
- Gary Boudreault : boulanger
- Marie-Hélène Gagnon : propriétaire
- Suzanne Garceau : infirmière
- Normand Canac-Marquis : client de Hanna
- Frédérik Zacharek : Employé d'épicerie (non-crédité)